# بازی‌های آسیایی ۲۰۰۶
بازی‌های آسیایی ۲۰۰۶ (به عربی: دورة الألعاب الآسيوية ۲۰۰۶) که به‌طور رسمی با نام آسیاد XV شناخته می‌شود، رویدادی چند ورزشی می‌باشد که از ۱ تا ۱۵ دسامبر ۲۰۰۶ در دوحه، قطر برگزار شد. ۴۲۴ رویداد در ۳۹ رشتهٔ ورزشی در این بازی‌ها برگزار شد. دوحه نخستین شهر منطقهٔ خودش و دومین شهر در غرب آسیا (پس از تهران در ۱۹۷۴) بود که میزبانی بازی‌های آسیایی را تجربه کرد.
این نخستین بار بود که تمام ۴۵ کشور عضو شورای المپیک آسیا (OCA) در این رویداد شرکت کردند. همچنین شبکهٔ یورو اسپورت این رویداد را پخش کرد و این نخستین باری بود که قارهٔ اروپا می‌توانست این رویداد ورزشی آسیایی را تماشا کند. ۲۱ مکان مسابقه برای بازی‌ها از جمله مجموعهٔ ورزشی سرپوشیدهٔ اسپایر (Aspire) ساخته شد و مورد استفاده قرار گرفت. مراسم افتتاحیه و اختتامیهٔ بازی‌ها در ورزشگاه بین‌المللی خلیفه برگزار شد. رشته‌های ورزشی ترامپولین ژیمناستیک، شطرنج و سه‌گانه اولین حضور خود را در این رویداد تجربه کردند.
در جدول نهایی مدال‌ها چین و بعد از آن کره‌جنوبی و ژاپن دیده می‌شوند. قطر، میزبان این دوره هم در مکان نهم این جدول دیده می‌شود. در این دوره کشورهای تاجیکستان، اردن و امارات متحدهٔ عربی نخستین مدال‌های طلای خود در بازی‌های آسیایی را به‌دست آوردند. ۷ رکورد جهانی و ۲۳ رکورد آسیایی در طول انجام این بازی‌ها شکسته شد، در حالی که پارک تای-وان شناگر اهل کره‌جنوبی به عنوان باارزش‌ترین ورزشکار اعلام شد.

## انتخاب میزبان
کاندیداها:
1. هنگ کنگ
2. کوالا لامپور-مالزی
3. دوحه-قطر
4. دهلی نو-هند{برای سومین بار}

انتخاب: دوحه
محل رای‌گیری: بوسان-کره جنوبی
در ۱۲ نوامبر ۲۰۰۰، رأی‌گیری برای برگزاری انتخابات سال ۲۰۰۶ در مجمع عمومی شورای المپیک آسیا (OCA) در بوسان، کره‌جنوبی برگزار شد. ۴۱ عضو شورای المپیک آسیا در این فرایند رأی‌گیری شرکت داشتند و رأی‌گیری در سه دور انجام می‌شد و در هر دور رأی‌گیری یکی از شهرهای نامزد، از گردونهٔ رقابت خارج می‌شد. پس از دور اول، دهلی نو که تنها دو رأی داشت، حذف شد. دور دوم رأی‌گیری با رقابت سه نامزد دیگر برگزار شد که در آن دوحه برنده شد.
| نتایج رأی‌گیری برای انتخاب میزبان بازی‌های آسیایی ۲۰۰۶ | نتایج رأی‌گیری برای انتخاب میزبان بازی‌های آسیایی ۲۰۰۶ | نتایج رأی‌گیری برای انتخاب میزبان بازی‌های آسیایی ۲۰۰۶ | نتایج رأی‌گیری برای انتخاب میزبان بازی‌های آسیایی ۲۰۰۶ |
| ---------------------------------------------------- | ---------------------------------------------------- | ---------------------------------------------------- | ---------------------------------------------------- |
| شهر                                                  | کمیته ملی المپیک                                     | دور نخست                                             | دور دوم                                              |
| دوحه                                                 | قطر                                                  | ۲۰                                                   | ۲۲                                                   |
| کوالا لامپور                                         | مالزی                                                | ۱۳                                                   | ۱۳                                                   |
| هنگ کنگ                                              | هنگ کنگ                                              | ۶                                                    | ۶                                                    |
| دهلی نو                                              | هند                                                  | ۲                                                    | −                                                    |

با توجه به قوانین OCA، کاندیدایی که بیش از نیمی از آرای موجود را کسب کند به‌طور خودکار به عنوان میزبان انتخاب می‌شود و دور باقیماندهٔ رأی‌گیری لغو می‌شود. هنگامی که دوحه ۲۲ رأی از ۴۱ رأی اخذ شده را کسب کرد بدان معنا بود که این شهر برای میزبانی بازی‌های آسیایی ۲۰۰۶ انتخاب شد. بیشتر رأی‌های قطر از حمایت قریب به اتفاق کشورهای غرب آسیا به‌دست آمد.
پس از ناراحتی شدید، مالزی و هنگ کنگ، چین تأسف و ناامیدی خود را ابراز کردند. مالزی گفت که انتخاب دوحه مسخره بود و این انتخاب، تحت تأثیر ثروت اقتصادی قطر صورت گرفته‌است.

## فرایند توسعه و آماده‌سازی

### هزینه‌ها
قطر حدود ۲٬۸ میلیارد دلار برای آماده‌سازی و تجهیز ورزشگاه‌ها و مکان‌های برگزاری رقابت‌ها هزینه کرد. از جمله برای افزایش ظرفیت ورزشگاه خلیفه از ۲۰٬۰۰۰ صندلی به ۵۰٬۰۰۰ صندلی و ساخت مجموعهٔ ورزشی سرپوشیدهٔ اسپایر (Aspire) به عنوان بزرگ‌ترین ورزشگاه سرپوشیدهٔ چند-ورزشی جهان و دهکدهٔ ورزشکاران که پس از بازی‌ها به بخشی از شهر پزشکی حمد که با بیمارستان‌ها و آزمایشگاه‌های مختلف مجهز شده‌است، تبدیل شد.

### داوطلبان
برنامهٔ مخصوص داوطلبان بازی‌های آسیایی دوحه ۲۰۰۶، از ژوئیه ۲۰۰۴ آغاز شد و بر روی جذب ۱۲٬۰۰۰ داوطلب تمرکز داشت و ۳۰٬۰۰۰ درخواست برای داوطلبی دریافت کرد. داوطلب‌ها لباس‌هایی شامل کت، پیراهن نخی و شلوار که از مرکز تهیهٔ لباس فرم و مرکز اعتبارسنجی باشگاه ورزشی الغرافه گردآوری شده بود پوشیدند. داوطلبان همچنین دارای کارت‌های اعتباری‌ای بودند که به آن‌ها امکان دسترسی به مکان‌های خاص و ساختمان‌های اطراف محل را می‌داد.

### حمل مشعل

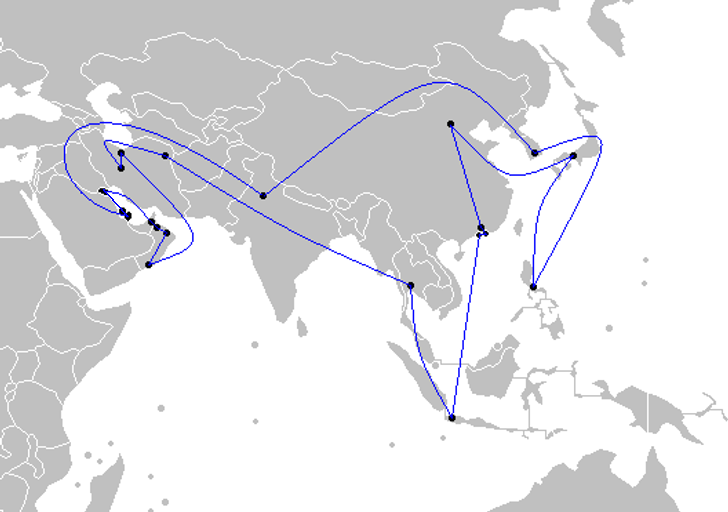
مسیر حمل مشعل بازی‌های آسیایی ۲۰۰۶

مراسم حمل مشعل در بازی‌های آسیایی از بازی‌های آسیایی ۱۹۵۸، یک بخش اساسی در بازی‌های آسیایی می‌باشد. در همین راستا برنامه‌های حمل مشعل دوحه ۲۰۰۶ توسط کمیتهٔ برگزاری بازی‌های آسیایی در ۲۰ ژانویه ۲۰۰۶ اعلام شد. شرکت مدیریت حمل و نقل بین‌المللی EFM، با تعهدهای خود، مسئول تدارکات در کارهای مربوط به حمل مشعل شد.
مشعل بازی‌های ۲۰۰۶، ۱٬۵ کیلوگرم وزن داشت و درازای آن ۷۲ سانتی‌متر بود. طرح آن برگرفته از شاخ‌های تیزشاخ عربی است و رنگ‌های خرمایی و سفید که رنگ‌های پرچم ملی قطر نیز می‌باشد در آن دیده می‌شود. این مشعل به صورت نمادین، نشانی از روح یگانگی رقابت و دوستی در سراسر آسیا است.
مراسم حمل در ۸ اکتبر ۲۰۰۶ و طی یک مراسم کوتاه در باشگاه گلف دوحه شروع شد که در آن شعلهٔ مشعل بازی‌ها که «مشعل مهمان‌نوازی» نامیده شد، روشن گشت. با مشارکت بیش از ۳٬۰۰۰ نفر، مشعل از ۸ کشور میزبان پیشین بازی‌های آسیایی و چهار کشور عضو شورای همکاری خلیج‌فارس عبور کرد. مشعل توسط شیخ جوان بن حمد آل ثانی به دوحه بازگردانده شد و سفر حومهٔ شهری آن در ۲۵ نوامبر ۲۰۰۶ آغاز شد و تا پایان مراسم افتتاحیهٔ این بازی‌ها ادامه یافت.
نخستین توقف مشعل در دهلی نو، محل زادگاه بازی‌های آسیایی بود که شعلهٔ مشعل با مشعل دائمی بازی‌های آسیایی در ورزشگاه ملی دیان چاند ترکیب شد.
در طول چهارمین توقف در هیروشیما در ۲۱ اکتبر، شعلهٔ مشعل با شعله‌های آتش در پارک گرامیداشت صلح هیروشیما ترکیب شد. در مجموع حمل مشعل از ۱۳ کشور و ۲۳ شهر عبور کرد و از چندین مکان مانند تاج‌محل و دیوار بزرگ چین در طول مسیر خود دیدن کرد. این مراسم حمل در عرض ۵۵ روز و در ۵۰ هزار کیلومتر انجام شد، که این طولانی‌ترین مراسم حمل مشعل در تاریخ بازی‌های آسیایی است.

### حوزهٔ بازاریابی و محصولات

#### نشان رسمی بازی‌ها
نشان رسمی بازی‌های آسیایی پانزدهم، تصویری از یک ورزش‌کار در حال حرکت است که نشان‌دهندهٔ رفتار شجاعانه و بدون واهمه در مواجهه با چالش‌ها و موانع است. رنگ‌های مورد استفاده در این نماد بیانگر چشم‌انداز قطر هستند. زرد نمایانگر تپه‌های ماسه‌ای هلالی شکل در صحرا و آبی که دریای آرام خلیج را نشان می‌دهد و قرمز نشانگر خورشید و روح گرم آسیا است.

#### عروسک رسمی بازی‌ها

عروسک رسمی بازی‌های آسیایی ۲۰۰۶ یک تیزشاخ عربی با نام "Orry" می‌باشد.

کمیتهٔ برگزاری بازی‌های آسیایی دوحه عروسکی به نام «اُری» را که یک تیزشاخ قطری می‌باشد، به عنوان عروسک رسمی بازی‌های آسیایی پانزدهم دوحه ۲۰۰۶ انتخاب کرد. در روز ۱ ژانویه ۲۰۰۵ همراه با شمارش معکوس ۷۰۰ روز به شروع بازی‌ها در سواحل پایتخت قطر از آن رونمایی شد.
او نمایانگر انرژی، عزم، روحیهٔ ورزشکاری، تعهد، اشتیاق، مشارکت، احترام، آرامش و سرگرمی است و به عنوان یک ورزشکار بزرگ توصیف می‌شود.

#### مدال بازی‌ها
مدال این بازی‌ها توسط آژانس تبلیغاتی دالا (Dallah) و آژانس مدیا خلیج (Gulf Media) طراحی شد. حدود ۳٬۰۰۰ مدال طلا، نقره و برنز برای این بازی‌ها ساخته شد. آن‌ها «Orry»، عروسک رسمی بازی‌ها و «قلعهٔ الزوبارا» «Al Zubara» و نشان بازی‌ها را بر دو طرف نشان می‌دادند.

#### تبلیغات

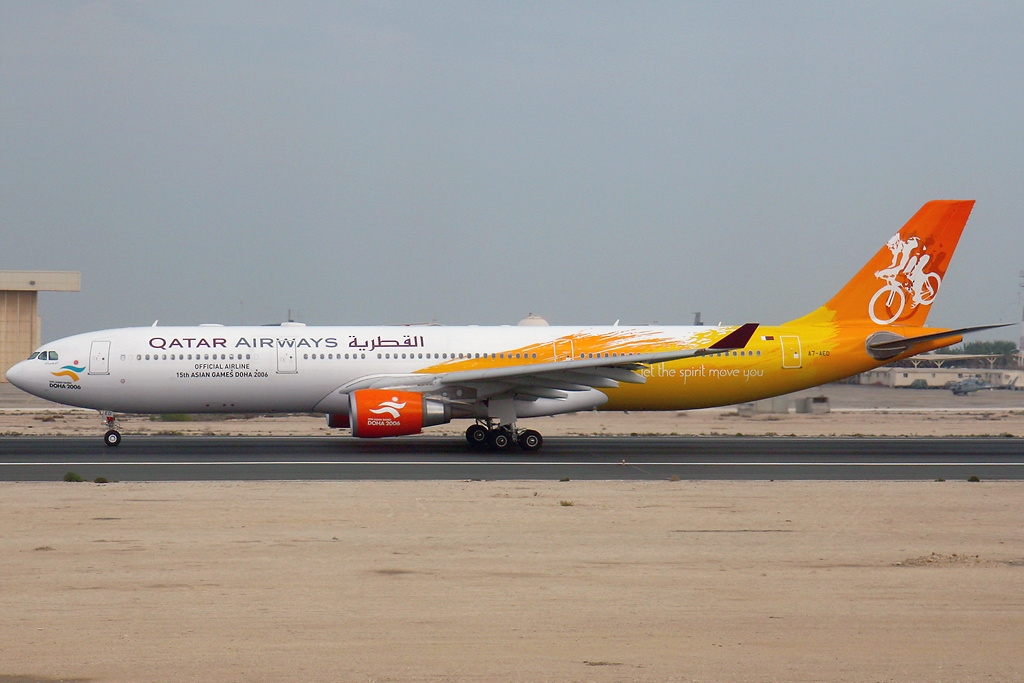
یکی از هفت هواپیمای شرکت هواپیمایی قطر که برای تبلیغ بازی‌های آسیایی رنگ‌آمیزی شده‌است.

به منظور تبلیغ این بازی‌ها، سازمان دهندگان و برگزار کنندگان، یک ساعت شمارش معکوس و یک مجسمه غول‌پیکر از عروسک تیزشاخ اُرا را در «Corniche» واقع در مرکز شهر ساختند. علاوه بر این، آن‌ها شهر را با در مقیاس بزرگ با پوشش‌ها، بنرها و ۳۰ نسخه از عروسک رسمی بازی‌ها در ابعاد طبیعی در انواع حالت‌های مختلف ورزشی تزئین کردند. باجه‌های صفحهٔ لمسی در هتل‌ها، مراکز تجاری و مشاغل موجود در شهر راه‌اندازی شدند تا اطلاعاتی دربارهٔ گردشگری قطر و اطلاعات و جزئیات بازی‌ها را در اختیار کاربران قرار دهند.
در طول برگزاری بازی‌ها، کالاهای تجاری در نقاط مختلف شهر از جمله در ورزشگاه‌های محل مسابقه به فروش رسید.
در ۳ آوریل ۲۰۰۵ شرکت هواپیمایی قطر با کمیتهٔ برگزار کنندهٔ بازی‌های آسیایی دوحه (DAGOC) توافق‌نامهٔ ۱۰ میلیون دلاری امضاء کرد تا به عنوان هواپیمایی رسمی این این رویداد معرفی شود.
رنگ آمیزی هواپیمایی هفت فروند هواپیمای ایرباس ای۳۳۰ با سه رنگ متمایز بازی‌های آسیایی یعنی رنگ‌های زرد، سرخ و آبی، تبلیغات تلویزیونی تولید شده و یک راهنمای ۸۰ صفحه‌ای در مجلهٔ پرواز خود «Oryx» بخشی از «کمپین جهانی تبلیغات» این شرکت برای تبلیغ این رویداد ورزشی بود.
در ۱۰ ژانویه ۲۰۰۶، سامسونگ الکترونیک به عنوان پرچمدار شرکت گروه سامسونگ توافق‌نامه‌ای را به منظور تبدیل شدن به شریک اعتباری بازی‌ها به امضاء رساند. همچنین در ۱۳ ژوئیه ۲۰۰۶ گروه تولیدی چندملیتی جنرال الکتریک قراردادی را به امضاء رساند و شریک رسمی بازی‌ها شد. شرکت «پوکاری اسویت»، نوشیدنی ورزشی رسمی این رویداد شد. در همین حال شرکت ساعت‌سازی تیسوت زمان‌سنج رسمی بازی‌ها شد.
شرکت زیرمجموعهٔ سامسونگ و تولیدکنندهٔ لباس کره‌ای، بین پل (Bean Pol)، شرکت رسمی در زمینهٔ پوشاک بازی‌ها بود، با تولید لباس‌های فرم که یکی از محصولات این رویداد بود.
مخابرات قطر ((QTel)، با نام فعلی اوریدو (Ooredoo)) و گروه QNB ارائه دهندهٔ رسمی خدمات مخابراتی و بانکی این رویداد بودند.

### مکان‌ها

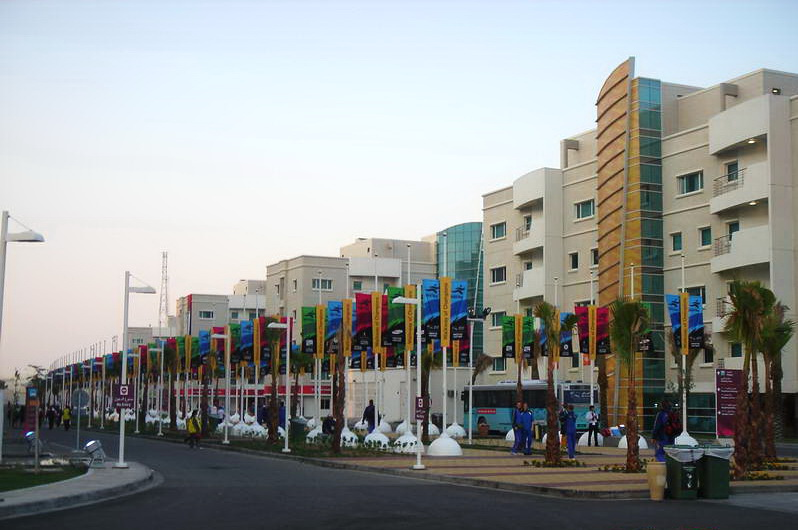
دهکدهٔ ورزشکاران در طول بازی‌های آسیایی ۲۰۰۶

در این بازی‌ها بیشتر از ورزشگاه‌های جدید ساخته شده در داخل شهر استفاده شد.
در مجموع ۲۳ مکان برای بازی‌ها در نظر گرفته شده بود که ۲۱ محل برای رقابت و دو محل دیگر هم برای مرکز اصلی رسانه‌ای و دهکدهٔ اسکان ورزشکاران تهیه شده بود.
پس از تغییرات گسترده در پی بازسازی، ورزشگاه خلیفه مسیر جدیدی را پشت سر گذاشت.
یک سقف پارچه‌ای شکل بر روی صندلی‌های قسمت غربی و یک سقف هم در قست شرقی آن قرار گرفت.
یک پیست دوچرخه‌سواری موقت در آکادمی اسپایر (Aspire) برای برگزاری رویدادهای دوچرخه‌سواری پیست ساخته شد.
دهکدهٔ ورزشکاران در یک مکان با مساحت ۳۳۰٬۰۰۰ متر مربع در مرکز شهر ساخته شده که دارای ۳۲ ساختمان مسکونی با ۸۱۱ واحد آپارتمان پنج خوابه برای ورزشکاران و ۴۵ واحد هم برای مسئولان و رئیسان ورزشی تیم‌ها بوده و می‌تواند ۱۱٬۵۰۰ ورزشکار و مسئول تیم را در خود جای دهد.

### حمل و نقل
فرودگاه بین‌المللی دوحه با هزینهٔ یک میلیارد دلاری برای رسیدگی به افزایش حجم ترافیک هوایی و تسهیل در روند عبور و مرور حدود ۱۰٬۵۰۰ ورزشکار از ۴۵ کشور آسیایی گسترش یافت. در همین حال شرکت حمل و نقل عمومی دولتی قطر، شرکت حمل و نقل قطر (مواصلات) خدمات اتوبوس، تاکسی و لیموزین در شهر را به تماشاگران، ورزشکاران، مسئولان و داوطلبان در طول بازی‌ها ارائه داد.

## مراسم افتتاحیه

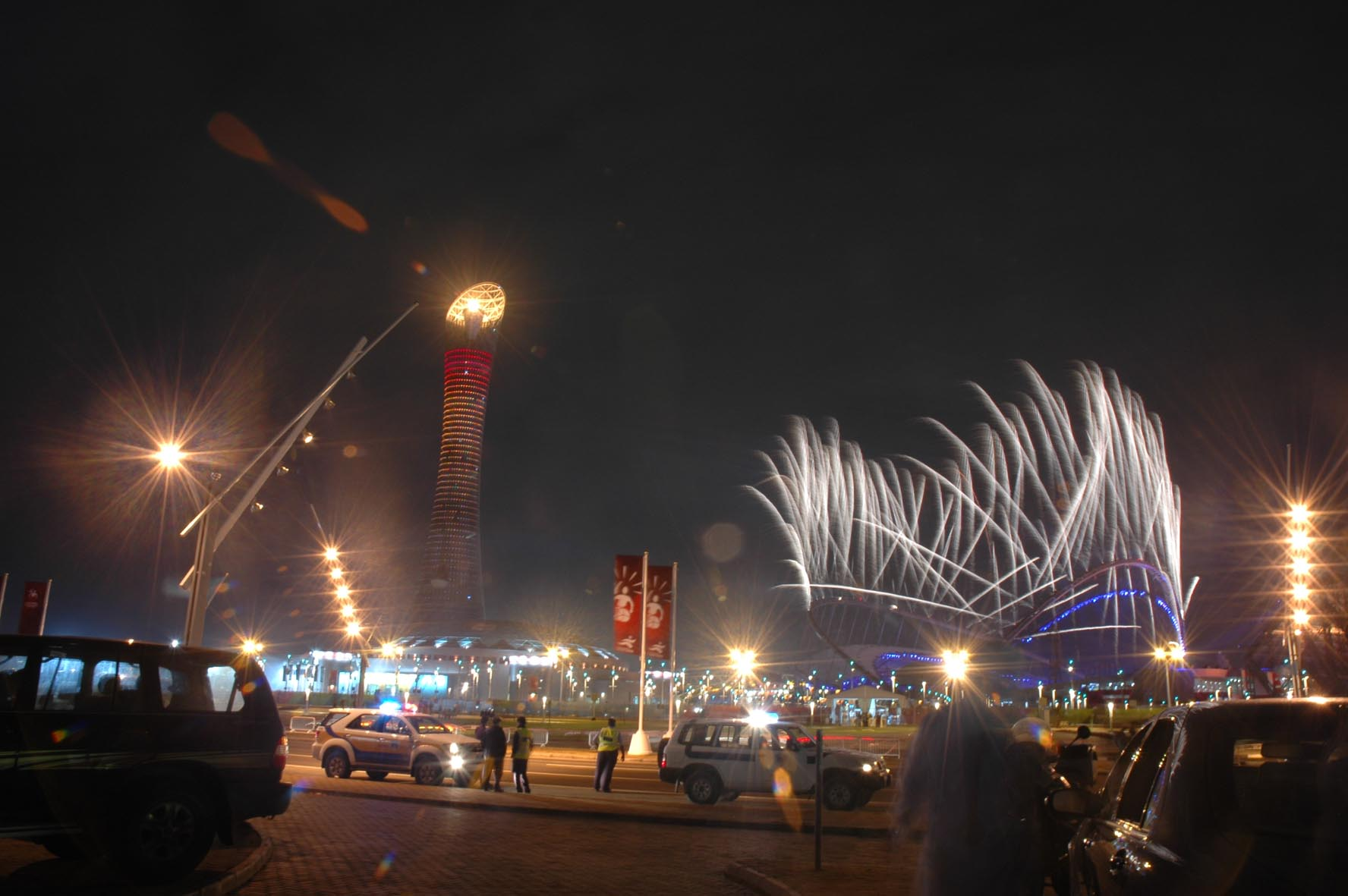
نمایی از آتش‌بازی در مراسم افتتاحیهٔ بازی‌های آسیایی پانزدهم در ورزشگاه خلیفه در دوحه و آتشدان بازی‌ها در پس‌زمینه تصویر

مراسم افتتاحیه با حضور ۵۰٬۰۰۰ تماشاگر و مهمانان مشهوری مانند ژاک روگ، رئیس کمیته بین‌المللی المپیک، محمود احمدی‌نژاد، رئیس‌جمهور ایران، اسماعیل هنیه، نخست‌وزیر فلسطین و رئیس‌جمهور سوریه، بشار اسد در ورزشگاه بین‌المللی خلیفه برگزار شد. مراسم افتتاحیه توسط دیوید اتکینز کارگردانی شد، که پیش از این مراسم افتتاحیه بازی‌های المپیک تابستانی ۲۰۰۰ را نیز کارگردانی کرده بود.
در این افتتاحیه فرهنگ جهان عرب و همچنین سایر فرهنگ‌های آسیایی و تاریخچهٔ آن‌ها به نمایش گذاشته شد. در این مراسم چندین هنرمند موسیقی مانند جکی چیانگ از هنگ کنگ، سونیدهی چاوهان، ستاره بالیوود هند، ماجده الرومی لبنانی و خوزه کارراس اسپانیایی حضور داشتند. این مراسم با روشن کردن مشعل اصلی در برج اسپایر توسط محمد بن حمد بن خلیفه آل ثانی، فرزند امیر قطر و کاپیتان تیم سوارکاری استقامت قطر به پایان رسید.
بازی‌ها به‌طور رسمی توسط امیر قطر، شیخ حمد بن خلیفه آل ثانی افتتاح شد.

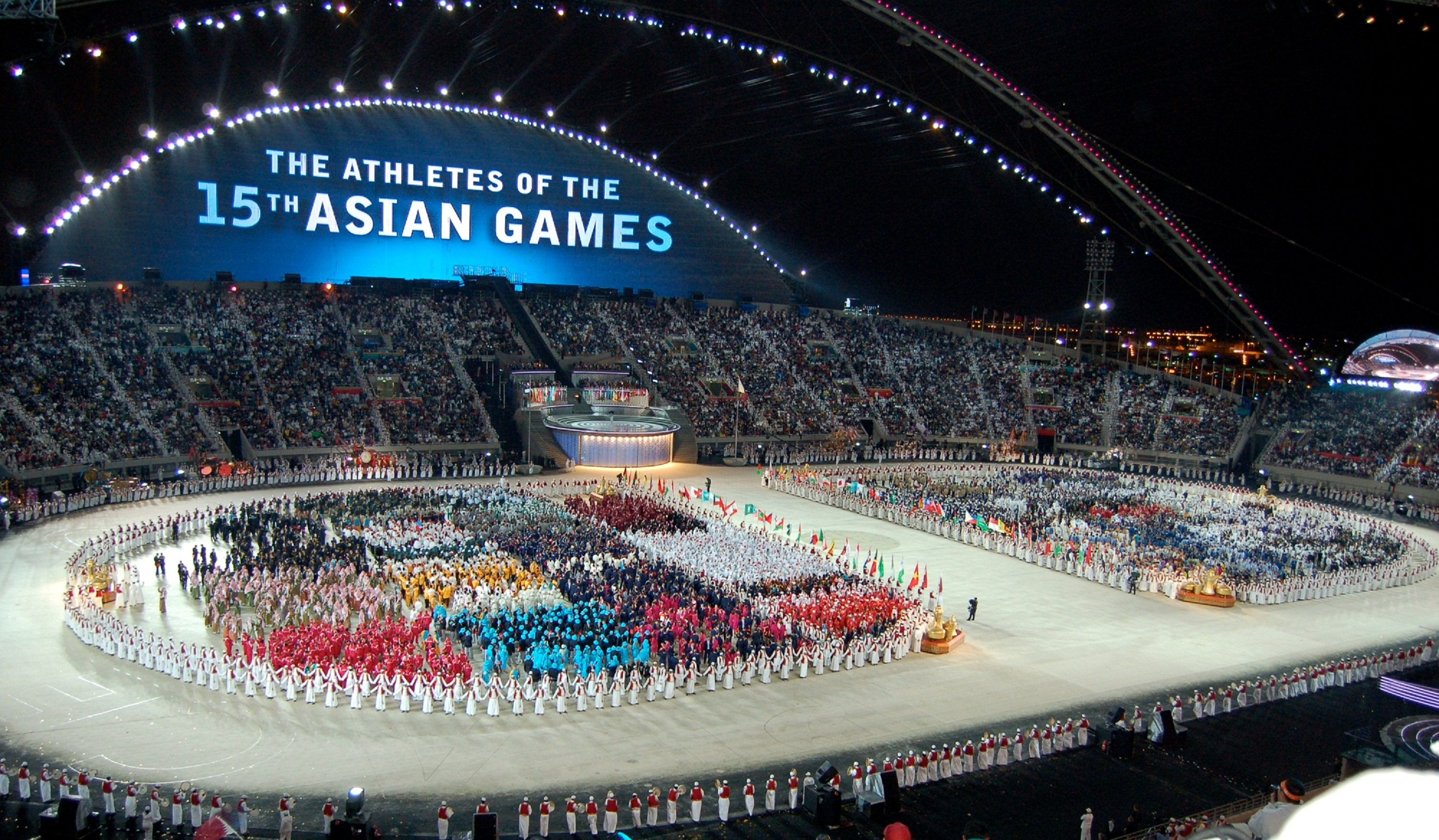
نمایی از ورزشکاران حاضر در بازی‌های آسیایی ۲۰۰۶ در مرکز ورزشگاه اصلی بازی‌ها در آئین گشایش

## کشورهای شرکت‌کننده
تمام ۴۵ عضو OCA، از جمله عراق که پس از برداشته شدن تعلیق به رقابت‌ها برگشته بود، در بازی‌های این دوره شرکت کردند. عراق آخرین‌بار در بازی‌های آسیایی ۱۹۸۶ به رقابت پرداخت و از سال ۱۹۹۰ تا ۲۰۰۶ به دلیل جنگ خلیج فارس فعالیت‌هایش در شورای المپیک آسیا به حالت تعلیق درآمد. اعداد داخل پرانتز تعداد شرکت‌کنندگان کمیتهٔ ملی المپیک‌ها را نشان می‌دهد.
| کمیته‌های ملی المپیک شرکت‌کننده در بازی‌های آسیایی ۲۰۰۶ |
| --- |
| - افغانستان (۴۷) - بحرین (۲۱) - بنگلادش (۷۴) - بوتان (۲۱) - برونئی (۷) - کامبوج (۱۷) - چین (۶۴۷) - چین تایپه (۳۹۹) - تیمور شرقی (۱۵) - هنگ کنگ (۲۸۲) - هند (۳۸۷) - اندونزی (۱۴۰) - ایران (۲۳۹) - عراق (۸۶) - ژاپن (۶۳۱) - اردن (۹۸) - قزاقستان (۳۳۸) - کویت (۲۳۸) - قرقیزستان (۱۳۱) - لائوس (۱۵) - لبنان (۱۵) - ماکائو (۲۰۳) - مالزی (۲۴۴) - مالدیو (۵۵) - مغولستان (۱۷۵) - میانمار (۴۰) - نپال (۵۱) - کره شمالی (۱۶۴) - عمان (۸۱) - پاکستان (۱۵۷) - فلسطین (۷۲) - فیلیپین (۲۳۳) - قطر (۳۵۹) (میزبان) - عربستان سعودی (۱۵۵) - سنگاپور (۱۳۴) - کره جنوبی (۶۵۶) - سری‌لانکا (۱۵۱) - سوریه (۱۵۵) - تاجیکستان (۱۰۳) - تایلند (۳۷۸) - ترکمنستان (۴۳) - امارات متحده عربی (۱۳۱) - ازبکستان (۲۴۳) - ویتنام (۲۴۷) - یمن (۲۴) |

## ورزش‌ها
در قسمت زیر نام رویدادهای ورزشی حاضر در بازی‌های آسیایی ۲۰۰۶ مشاهده می‌شود. به‌طور رسمی رقابت‌های ۴۶ رویداد ورزشی در ۳۹ رشته، در آسیاد پانزدهم برگزار شد. رویدادهای مقدماتی بدمینتون، بیسبال، بسکتبال، فوتبال، تنیس روی میز و والیبال پیش از آئین افتتاحیه آغاز شدند. رشته‌های ورزشی ترامپولین ژیمناستیک، شطرنج و سه‌گانه نخستین حضور خود را در این رویداد رقم زدند.
| - تیراندازی با کمان - دو و میدانی - بدمینتون - بیسبال - بسکتبال - والیبال ساحلی - بدن‌سازی - بولینگ - بوکس - کانوئینگ - شطرنج - بیلیارد | - دوچرخه‌سواری - شیرجه - سوارکاری - شمشیربازی - هاکی روی چمن - فوتبال - گلف - ژیمناستیک - هندبال - جودو - کبدی | - کاراته - پنج‌گانه مدرن - روئینگ - راگبی هفت نفره - قایقرانی بادبانی - سپک تاکرا - تیراندازی - سافت‌بال - سافت تنیس - اسکواش - شنا | - شنای موزون - تنیس روی میز - تکواندو - تنیس - سه‌گانه - والیبال - واترپلو - وزنه‌برداری - کشتی - ووشو |

## تقویم
| ● | مراسم افتتاحیه | ● | رویدادهای مقدماتی | ● | رویدادهای نهایی | ● | مراسم اختتامیه |

| نوامبر / دسامبر ۲۰۰۶  | ۲۹ چهار | ۳۰ پنج | ۱ آدینه | ۲ شنبه | ۳ یک | ۴ دو | ۵ سه | ۶ چهار | ۷ پنج | ۸ آدینه | ۹ شنبه | ۱۰ یک | ۱۱ دو | ۱۲ سه | ۱۳ چهار | ۱۴ پنج | ۱۵ آدینه | نشان‌های طلا |
| --------------------- | ------- | ------ | ------- | ------ | ---- | ---- | ---- | ------ | ----- | ------- | ------ | ----- | ----- | ----- | ------- | ------ | -------- | ----------- |
| تیراندازی با کمان     |         |        |         |        |      |      |      |        |       |         |        |       | ۱     | ۱     | ۲       |        |          | ۴           |
| دو و میدانی           |         |        |         |        |      |      |      |        | ۲     | ۴       | ۱۰     | ۱۰    | ۹     | ۱۰    |         |        |          | ۴۵          |
| بدمینتون              |         |        |         |        |      |      | ۲    |        |       | ۱       | ۴      |       |       |       |         |        |          | ۷           |
| بیسبال                |         |        |         |        |      |      |      |        | ۱     |         |        |       |       |       |         |        |          | ۱           |
| بسکتبال               |         |        |         |        |      |      |      |        |       |         |        |       |       |       |         | ۱      | ۱        | ۲           |
| بدن‌سازی               |         |        |         |        |      |      |      |        |       | ۴       | ۴      |       |       |       |         |        |          | ۸           |
| بولینگ                |         |        |         |        | ۲    | ۲    |      | ۲      |       | ۴       |        | ۲     |       |       |         |        |          | ۱۲          |
| بوکس                  |         |        |         |        |      |      |      |        |       |         |        |       |       | ۵     | ۶       |        |          | ۱۱          |
| کانوئینگ              |         |        |         |        |      |      |      |        |       |         |        |       | ۴     |       |         | ۶      |          | ۱۰          |
| شطرنج                 |         |        |         |        |      | ۲    |      |        |       |         |        |       |       |       |         | ۱      |          | ۳           |
| بیلیارد               |         |        |         |        |      |      | ۲    | ۱      | ۲     | ۱       | ۲      |       | ۲     |       |         |        |          | ۱۰          |
| دوچرخه‌سواری – جاده    |         |        |         |        | ۱    | ۱    | ۲    | ۱      |       |         |        |       |       |       |         |        |          | ۵           |
| دوچرخه‌سواری – پیست    |         |        |         |        |      |      |      |        |       |         | ۲      | ۲     | ۱     | ۱     | ۳       | ۳      |          | ۱۲          |
| شیرجه                 |         |        |         |        |      |      |      |        |       |         |        | ۲     | ۲     | ۲     | ۲       | ۲      |          | ۱۰          |
| سوارکاری              |         |        |         |        |      | ۱    | ۱    |        |       | ۲       |        |       | ۱     | ۱     |         | ۲      |          | ۸           |
| شمشیربازی             |         |        |         |        |      |      |      |        |       |         | ۲      | ۲     | ۲     | ۲     | ۲       | ۲      |          | ۱۲          |
| هاکی روی چمن          |         |        |         |        |      |      |      |        |       |         |        |       |       |       | ۱       | ۱      |          | ۲           |
| فوتبال                |         |        |         |        |      |      |      |        |       |         |        |       |       |       | ۱       |        | ۱        | ۲           |
| گلف                   |         |        |         |        |      |      |      |        |       |         |        |       | ۴     |       |         |        |          | ۴           |
| ژیمناستیک – هنری      |         |        |         | ۱      | ۱    | ۲    | ۵    | ۵      |       |         |        |       |       |       |         |        |          | ۱۴          |
| ژیمناستیک – ریتمیک    |         |        |         |        |      |      |      |        |       |         | ۱      | ۱     |       |       |         |        |          | ۲           |
| ژیمناستیک – ترامپولین |         |        |         |        |      |      |      |        |       |         |        |       |       | ۲     |         |        |          | ۲           |
| هندبال                |         |        |         |        |      |      |      |        |       |         |        |       |       |       | ۱       | ۱      |          | ۲           |
| جودو                  |         |        |         | ۴      | ۴    | ۴    | ۴    |        |       |         |        |       |       |       |         |        |          | ۱۶          |
| کبدی                  |         |        |         |        |      |      |      | ۱      |       |         |        |       |       |       |         |        |          | ۱           |
| کاراته                |         |        |         |        |      |      |      |        |       |         |        |       |       | ۶     | ۷       |        |          | ۱۳          |
| روئینگ                |         |        |         |        |      |      |      | ۵      | ۵     |         |        |       |       |       |         |        |          | ۱۰          |
| راگبی                 |         |        |         |        |      |      |      |        |       |         |        |       | ۱     |       |         |        |          | ۱           |
| قایقرانی بادبانی      |         |        |         |        |      |      |      |        |       |         |        |       | ۳     | ۵     | ۶       |        |          | ۱۴          |
| سپک تاکرا             |         |        |         |        |      |      |      | ۲      |       |         |        | ۲     |       |       | ۲       |        |          | ۶           |
| تیراندازی             |         |        |         | ۶      | ۷    | ۵    | ۱۰   | ۶      | ۶     | ۴       |        |       |       |       |         |        |          | ۴۴          |
| سافت تنیس             |         |        |         |        | ۲    | ۱    |      | ۲      |       | ۲       |        |       |       |       |         |        |          | ۷           |
| سافت‌بال               |         |        |         |        |      |      |      |        |       |         |        |       |       |       |         | ۱      |          | ۱           |
| اسکواش                |         |        |         |        |      |      |      |        |       |         |        |       |       |       |         | ۲      |          | ۲           |
| شنا                   |         |        |         | ۶      | ۶    | ۷    | ۷    | ۶      | ۶     |         |        |       |       |       |         |        |          | ۳۸          |
| شنای موزون            |         |        |         |        |      |      |      |        |       | ۱       | ۱      |       |       |       |         |        |          | ۲           |
| تنیس روی میز          |         |        |         |        | ۲    |      |      | ۲      | ۳     |         |        |       |       |       |         |        |          | ۷           |
| تکواندو               |         |        |         |        |      |      |      |        | ۴     | ۴       | ۴      | ۴     |       |       |         |        |          | ۱۶          |
| تنیس                  |         |        |         |        |      |      |      |        |       | ۲       |        |       |       |       | ۳       | ۲      |          | ۷           |
| سه‌گانه                |         |        |         |        |      |      |      |        |       | ۲       |        |       |       |       |         |        |          | ۲           |
| والیبال – ساحلی       |         |        |         |        |      |      |      |        |       |         |        |       | ۲     |       |         |        |          | ۲           |
| والیبال – سالنی       |         |        |         |        |      |      |      |        |       |         |        |       |       | ۱     |         | ۱      |          | ۲           |
| واترپلو               |         |        |         |        |      |      |      |        |       |         |        |       |       |       |         | ۱      |          | ۱           |
| وزنه‌برداری            |         |        |         | ۳      | ۳    | ۳    | ۳    | ۳      |       |         |        |       |       |       |         |        |          | ۱۵          |
| کشتی                  |         |        |         |        |      |      |      |        |       |         | ۳      | ۴     | ۴     |       | ۳       | ۴      |          | ۱۸          |
| ووشو                  |         |        |         |        |      |      |      |        |       |         |        |       |       |       | ۲       | ۹      |          | ۱۱          |
| مجموع نشان‌های طلا     |         |        |         | ۲۰     | ۲۸   | ۲۸   | ۳۶   | ۳۶     | ۲۹    | ۳۱      | ۳۳     | ۲۹    | ۳۶    | ۳۶    | ۴۱      | ۳۹     | ۲        | ۴۲۴         |
| مراسم‌ها               |         |        | ●       |        |      |      |      |        |       |         |        |       |       |       |         |        | ●        |             |
| نوامبر / دسامبر ۲۰۰۶  | ۲۹ چهار | ۳۰ پنج | ۱ آدینه | ۲ شنبه | ۳ یک | ۴ دو | ۵ سه | ۶ چهار | ۷ پنج | ۸ آدینه | ۹ شنبه | ۱۰ یک | ۱۱ دو | ۱۲ سه | ۱۳ چهار | ۱۴ پنج | ۱۵ آدینه | نشان‌های طلا |

| نوامبر ۲۰۰۶     | ۱۸ شنبه | ۲۱ سه | ۲۳ پنج | ۲۴ آدینه | ۲۶ یک | ۲۷ دو | ۲۸ سه |
| --------------- | ------- | ----- | ------ | -------- | ----- | ----- | ----- |
| بسکتبال         |         |       |        |          |       |       |       |
| فوتبال          |         |       |        |          |       |       |       |
| والیبال – سالنی |         |       |        |          |       |       |       |

## مراسم اختتامیه
در مراسم اختتامیه داستان‌های مشهور عربی هزار سال گذشته به نمایش گذاشته شد. این کار با همان پسر نوجوانی که به عنوان «جستجوگر» در مراسم افتتاحیه حضور داشت، آغاز شد. او با یک قالیچهٔ جادویی به کتابی از داستان‌های عرب پرواز کرد. کتاب داستان هزار و یک شب با داستان‌هایی از قبیل هارون‌الرشید و درویش، علی بابا و چهل دزد، سندباد، علاءالدین و چراغ جادو.
در این نمایش از مجموعه‌ای از رقاصان، اسب‌ها و جلوه‌های ویژه برای به تصویر کشیدن داستان‌های مختلف استفاده شد. در طی این نمایش، شعلهٔ آتشدان اسطرلاب شکل بازی‌ها خاموش شد.
پس از آن بخش «سرزمین Oryx» با اجرای رقص به نمایش درآمد.
تمام ورزشکاران ۴۵ کشور شرکت‌کننده وارد ورزشگاه شدند و پارک تای-وان با کسب ۷ نشان از جمله ۳ مدال طلا که در رقابت‌های شنا به‌دست آورده بود به عنوان باارزش‌ترین ورزشکار بازی‌ها معرفی شد.
سپس شیخ احمد فهد الاحمد الصباح رئیس OCA به‌طور رسمی بازی‌ها را پایان داد و پرچم OCA را به شهردار گوانگژو، ژانگ گوانگ‌نینگ، نمایندهٔ گوانگژو به عنوان میزبان بازی‌های آسیایی دورهٔ بعدی در سال ۲۰۱۰، سپرد. طبق سنت، پرسنل نیروهای مسلح قطر پرچم شورای المپیک آسیا را پایین آوردند که توسط دانشجویان آکادمی اسپایر به خارج از ورزشگاه برده شد. سپس پرچم چین با پخش سرود ملی چین برافراشته شد.
۱۰ دقیقهٔ پایانی آیین اختتامیه به نمایشی از چین جدید با عنوان «جذابیت شرق» اختصاص داشت و در آن فرهنگ چینی به نمایش گذاشته شد.
این نمایش با پخش آهنگی در پس‌زمینه با عنوان «یک پیروزی» توسط لیا سالونگا، از فیلیپین پیگیری شد.
پس از آن، مراسم آتش‌بازی در اطراف ورزشگاه به نمایش گذاشته شد که حاکی از پایان بازی‌ها بود.

## جدول مدال‌ها
*   کشور میزبان (قطر)
| رتبه            | کشور                    | طلا | نقره | برنز | مجموع |
| --------------- | ----------------------- | --- | ---- | ---- | ----- |
| ۱               | چین (CHN)               | ۱۶۵ | ۸۸   | ۶۳   | ۳۱۶   |
| ۲               | کره جنوبی (KOR)         | ۵۸  | ۵۲   | ۸۳   | ۱۹۳   |
| ۳               | ژاپن (JPN)              | ۵۰  | ۷۲   | ۷۸   | ۲۰۰   |
| ۴               | قزاقستان (KAZ)          | ۲۳  | ۲۰   | ۴۲   | ۸۵    |
| ۵               | تایلند (THA)            | ۱۳  | ۱۵   | ۲۶   | ۵۴    |
| ۶               | ایران (IRI)             | ۱۱  | ۱۵   | ۲۲   | ۴۸    |
| ۷               | ازبکستان (UZB)          | ۱۱  | ۱۴   | ۱۵   | ۴۰    |
| ۸               | هند (IND)               | ۱۰  | ۱۷   | ۲۶   | ۵۳    |
| ۹               | قطر (QAT)*              | ۹   | ۱۲   | ۱۱   | ۳۲    |
| ۱۰              | چین تایپه (TPE)         | ۹   | ۱۰   | ۲۷   | ۴۶    |
| ۱۱              | مالزی (MAS)             | ۸   | ۱۷   | ۱۷   | ۴۲    |
| ۱۲              | سنگاپور (SGP)           | ۸   | ۷    | ۱۲   | ۲۷    |
| ۱۳              | عربستان سعودی (KSA)     | ۸   | ۰    | ۶    | ۱۴    |
| ۱۴              | بحرین (BRN)             | ۷   | ۹    | ۴    | ۲۰    |
| ۱۵              | هنگ کنگ (HKG)           | ۶   | ۱۲   | ۱۱   | ۲۹    |
| ۱۶              | کره شمالی (PRK)         | ۶   | ۸    | ۱۵   | ۲۹    |
| ۱۷              | کویت (KUW)              | ۶   | ۵    | ۲    | ۱۳    |
| ۱۸              | فیلیپین (PHI)           | ۴   | ۶    | ۹    | ۱۹    |
| ۱۹              | ویتنام (VIE)            | ۳   | ۱۳   | ۷    | ۲۳    |
| ۲۰              | امارات متحده عربی (UAE) | ۳   | ۴    | ۳    | ۱۰    |
| ۲۱              | مغولستان (MGL)          | ۲   | ۵    | ۸    | ۱۵    |
| ۲۲              | اندونزی (INA)           | ۲   | ۴    | ۱۴   | ۲۰    |
| ۲۳              | سوریه (SYR)             | ۲   | ۲    | ۲    | ۶     |
| ۲۴              | تاجیکستان (TJK)         | ۲   | ۰    | ۲    | ۴     |
| ۲۵              | اردن (JOR)              | ۱   | ۳    | ۴    | ۸     |
| ۲۶              | لبنان (LBN)             | ۱   | ۰    | ۲    | ۳     |
| ۲۷              | میانمار (MYA)           | ۰   | ۴    | ۷    | ۱۱    |
| ۲۸              | قرقیزستان (KGZ)         | ۰   | ۲    | ۶    | ۸     |
| ۲۹              | عراق (IRQ)              | ۰   | ۲    | ۱    | ۳     |
| ۳۰              | ماکائو (MAC)            | ۰   | ۱    | ۶    | ۷     |
| ۳۱              | پاکستان (PAK)           | ۰   | ۱    | ۳    | ۴     |
| ۳۲              | سری‌لانکا (SRI)          | ۰   | ۱    | ۲    | ۳     |
| ۳۳              | ترکمنستان (TKM)         | ۰   | ۱    | ۰    | ۱     |
| ۳۳              | لائوس (LAO)             | ۰   | ۱    | ۰    | ۱     |
| ۳۵              | نپال (NEP)              | ۰   | ۰    | ۳    | ۳     |
| ۳۶              | افغانستان (AFG)         | ۰   | ۰    | ۱    | ۱     |
| ۳۶              | بنگلادش (BAN)           | ۰   | ۰    | ۱    | ۱     |
| ۳۶              | یمن (YEM)               | ۰   | ۰    | ۱    | ۱     |
| مجموع (۳۸ کشور) | مجموع (۳۸ کشور)         | ۴۲۸ | ۴۲۳  | ۵۴۲  | ۱۳۹۳  |